# Jocs Olímpics d'Hivern de 1976
Els Jocs Olímpics d'Hivern de 1976, oficialment anomenats XII Jocs Olímpics d'Hivern, es van celebrar a la ciutat d'Innsbruck (Àustria) entre els dies 4 i 15 de febrer de 1976. Hi participaren un total de 1.123 esportistes (892 homes i 231 dones) de 37 comitès nacionals que competiren en 8 esports i 37 especialitats.
A conseqüència de la massacre realitzada en els Jocs Olímpics d'Estiu de 1972 a la ciutat de Múnic (Alemanya Occidental) s'incrementà la seguretat en els Jocs.

## Ciutats candidates
En la 69a Sessió del Comitè Olímpic Internacional (COI) realitzada a Amsterdam (Països Baixos) el 12 de maig de 1970 s'escollí la ciutat de Denver (Estats Units) com a seu dels Jocs Olímpics d'hivern de 1976 per davant de:
| Jocs Olímpics d'hivern de 1976 | Jocs Olímpics d'hivern de 1976 | Jocs Olímpics d'hivern de 1976 | Jocs Olímpics d'hivern de 1976 | Jocs Olímpics d'hivern de 1976 | Jocs Olímpics d'hivern de 1976 |
| ------------------------------ | ------------------------------ | ------------------------------ | ------------------------------ | ------------------------------ | ------------------------------ |
| Ciutat                         | CON                            | Ronda 1                        | Ronda 2                        | Ronda 3                        |                                |
| Denver                         | Estats Units                   | 29                             | 29                             | 39                             |                                |
| Sitten                         | Suïssa                         | 18                             | 31                             | 30                             |                                |
| Tampere                        | Finlàndia                      | 12                             | 8                              | -                              |                                |
| Vancouver- Garibaldi           | Canadà                         | 9                              | -                              | -                              |                                |

### Canvi de seu
El 15 de novembre de 1972 el comitè organitzador dels Jocs decidí fer-se enrere i renuncià a la realització dels Jocs Olímpics d'hivern de 1976 a la ciutat de Denver. El motiu fou la pèrdua de la votació del dia 7 de novembre, en la qual els ciutadans de l'estat de Colorado es van negar a utilitzar diners públics per a la realització dels Jocs.
Davant d'aquest contratemps el Comitè Olímpic Internacional decidí atorgar els Jocs a la ciutat de Whistler, població canadenca situada a la Colúmbia Britànica. La ciutat però decidí renunciar a la invitació a conseqüència de les eleccions de la regió canadenca.
Immediatament Salt Lake City s'oferí a realitzar els Jocs, el COI però declinà l'oferiment i oferí la realització dels Jocs a la ciutat d'Innsbruck (Àustria) el 5 de febrer de 1973, ciutat que ja havia estat seu en els Jocs Olímpics d'Hivern de 1964.

## Comitès participants
En aquests Jocs Olímpics participaren un total de 1.123 competidors, entre ells 892 homes i 231 dones, de 37 comitès nacionals diferents.
Aquesta fou l'última vegada que la República de la Xina pogué participar amb aquests nom en uns Jocs, ja que el reconeixement de la República Popular de la Xina com a govern legítim de la Xina forçà el canvi de nom del comitè de la Rep. de la Xina pel de la Xina Taipei. En aquests Jocs van participar per primera vegada Andorra i San Marino, retonaren Islàndia, Turquia i Xile i deixaren de participar Corea del Nord, Filipines i Mongòlia.
| - Andorra (5) - Argentina (8) - Austràlia (8) - Àustria (74) - Bèlgica (4) - Bulgària (29) - Canadà (55) - Corea del Sud (3) - Espanya (4) - Estats Units (107) - Finlàndia (47) - França (36) - Grècia (4) |  | - Hongria (3) - Iran (4) - Islàndia (8) - Itàlia (57) - Iugoslàvia (27) - Japó (58) - Liechtenstein (9) - Líban (1) - Nova Zelanda (5) - Noruega (42) - Països Baixos (7) - Polònia (57) |  | - RDA (60) - RFA (71) - Regne Unit (41) - Rep. de la Xina (6) - Romania (32) - Suècia (39) - Suïssa (60) - San Marino (2) - Turquia (9) - Txecoslovàquia (58) - Unió Soviètica (78) - Xile (5) |

## Esports disputats
Un total de 8 esports foren disputats en aquests Jocs Olímpics, realitzant-se un total de 37 proves. Sense grans modificacions en el programa oficial dels Jocs respecte als anteriors i amb la incorporació de la categoria de dansa en el patinatge artístic sobre gel, en aquesta edició no hi hagué cap esport de demostració.

## Fets destacats

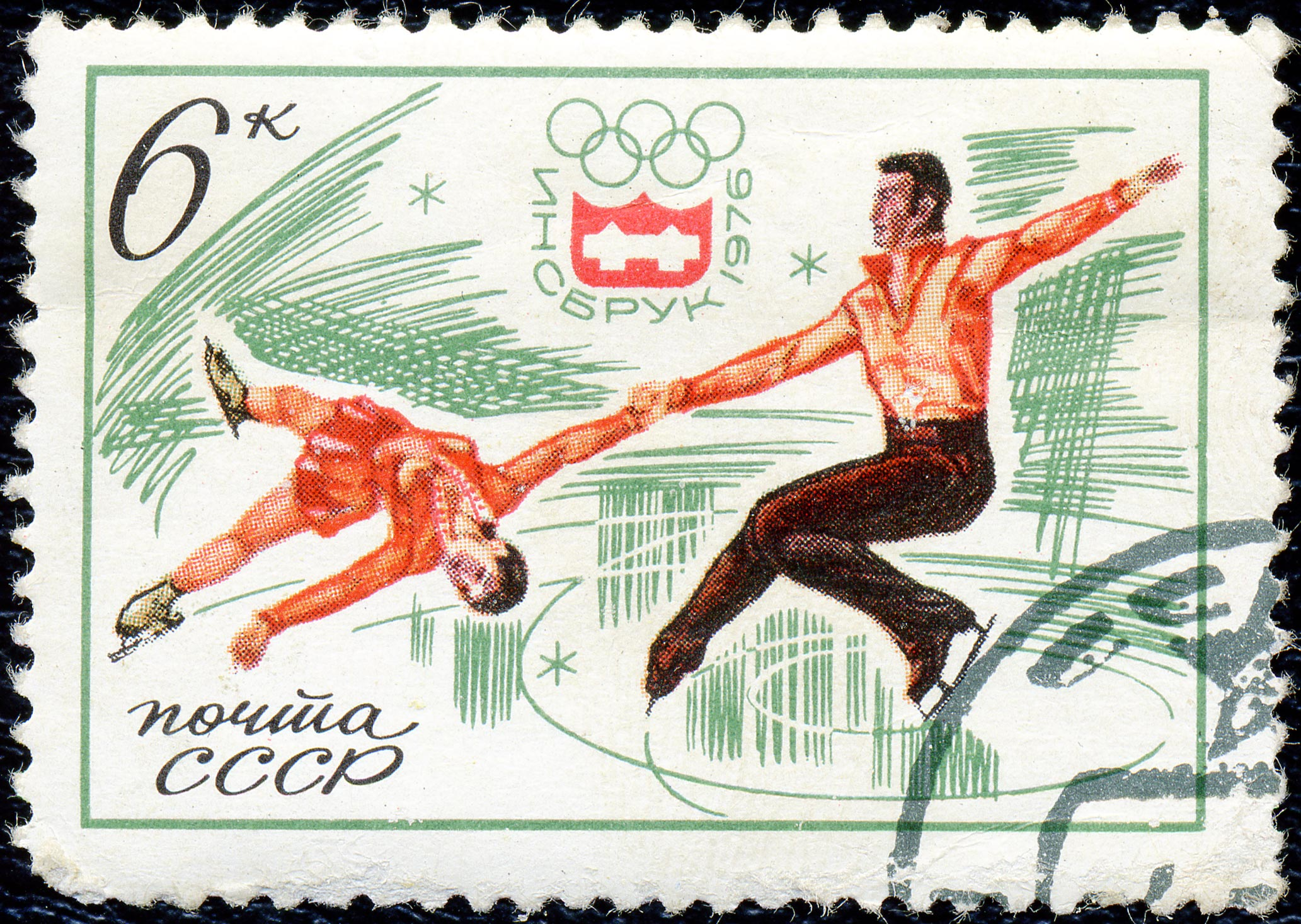
Segell commeoratiu de la Unió Soviètica amb motiu dels Jocs.

- Es construí un nou peveter olímpic per a la realització d'aquests Jocs, que juntament amb el que s'havia construït per a la realització dels Jocs Olímpics d'Hivern de 1964 estigueren encesos al llarg de tots els Jocs.
- Aquests Jocs foren els primers Jocs Olímpics d'Hivern en tenir una mascota olímpica oficial, l'Schneemann, un ninot de neu.[1]
- Les grans vencedores dels Jocs foren la patinadora soviètica Tatiana Avérina, que aconseguí guanyar quatre medalles en el patinatge de velocitat sobre gel, i l'alemanya Rosi Mittermaier, que guanyà dues medalles d'or i una medalla de plata, aquesta última a 13 dècimes de la primera classificada.
- En aquests Jocs feu el seu debut la prova de dansa en el patinatge artístic sobre gel. El britànic John Curry aconseguí la puntuació més elevada fins al moment en la prova masculina d'aquest esport. El nord-americà Terry Kubicka es convertí en el primer, i únic, patinador en realitzar un salt mortal en uns Jocs.[5]
- L'Alemanya Oriental aconseguí guanyar el primer dels seus tres títols consecutius en la prova de bobsleigh a quatre.
- La Unió Soviètica guanyà per quarta vegada consecutiva la competició d'hoquei sobre gel. El Canadà, com en els Jocs anteriors, refusà enviar un equip a la competició.
- El bobsleigh i el luge compartiren, per primera vegada, la mateixa instal·lació.

## Medaller
Deu comitès amb més medalles en els Jocs Olímpics de 1976. País amfitrió ressaltat.
| Jocs Olímpics d'hivern de 1976 | Jocs Olímpics d'hivern de 1976 | Jocs Olímpics d'hivern de 1976 | Jocs Olímpics d'hivern de 1976 | Jocs Olímpics d'hivern de 1976 | Anells Olímpics |
| Posició                        | País                           | Or                             | Plata                          | Bronze                         | Total           |
| 1                              | Unió Soviètica                 | 13                             | 6                              | 8                              | 27              |
| 2                              | RDA                            | 7                              | 5                              | 7                              | 19              |
| 3                              | Estats Units                   | 3                              | 3                              | 1                              | 7               |
| 4                              | Noruega                        | 3                              | 3                              | 1                              | 7               |
| 5                              | RFA                            | 2                              | 5                              | 3                              | 10              |
| 6                              | Finlàndia                      | 2                              | 4                              | 1                              | 7               |
| 7                              | Àustria                        | 2                              | 2                              | 2                              | 6               |
| 8                              | Suïssa                         | 1                              | 3                              | 1                              | 5               |
| 9                              | Països Baixos                  | 1                              | 2                              | 3                              | 6               |
| 10                             | Itàlia                         | 1                              | 2                              | 1                              | 4               |

### Medallistes més guardonats
Categoria masculina
| Nom                   | CON            | Disciplina             | Or | Plata | Bronze | Total |
| Hans van Helden       | Països Baixos  | Patinatge de velocitat | 0  | 0     | 3      | 3     |
| Bernhard Germeshausen | RDA            | Bobsleigh              | 2  | 0     | 0      | 2     |
| Nikolay Kruglov       | Unió Soviètica | Biatló                 | 2  | 0     | 0      | 2     |
| Meinhard Nehmer       | RDA            | Bobsleigh              | 2  | 0     | 0      | 2     |
| Ivar Formo            | Noruega        | Esquí de fons          | 1  | 1     | 0      | 2     |
| Piet Kleine           | Països Baixos  | Patinatge de velocitat | 1  | 1     | 0      | 2     |
| Sten Stensen          | Noruega        | Patinatge de velocitat | 1  | 1     | 0      | 2     |

Categoria femenina
| Nom              | CON            | Disciplina             | Or | Plata | Bronze | Total |
| Tatiana Avérina  | Unió Soviètica | Patinatge de velocitat | 2  | 0     | 2      | 4     |
| Rosi Mittermaier | RFA            | Esquí alpí             | 2  | 1     | 0      | 3     |
| Raïssa Smetànina | Unió Soviètica | Esquí de fons          | 2  | 1     | 0      | 3     |
| Helena Takalo    | Finlàndia      | Esquí de fons          | 1  | 2     | 0      | 3     |
| Sheila Young     | Estats Units   | Patinatge de velocitat | 1  | 1     | 1      | 3     |